# L'Atalante
L'Atalante è un film del 1934 diretto da Jean Vigo. È il secondo e ultimo film del regista, che morì poco prima di concludere l'opera.
Il film narra una storia d'amore, ed è considerato tra i massimi capolavori del cinema francese degli anni 1930, soprattutto dagli esponenti della Nouvelle Vague, che sono stati gli artefici della riscoperta del regista. Il film è impregnato di poetico realismo, ma con due passaggi surrealistici, tra cui la famosa sequenza in cui Jean si tuffa nel fiume dove "vede" la sua amata.

## Trama
Juliette, una giovane che abita in una cittadina di mare, si sposa con il forestiero Jean, comandante di una barca chiamata L'Atalante. Subito dopo la cerimonia i due salgono a bordo e partono. L'Atalante è una chiatta che naviga lungo la rete fluviale francese, governata di fatto dal marinaio Père Jules e dal giovane mozzo. Juliette si mette subito in testa di cambiare le abitudini di bordo, soprattutto in tema di pulizia. Père Jules infatti è abituato a vivere da solo e si circonda di una quantità di gatti.
La routine e la noia per la vita in una chiatta subentrano presto alla gioia del matrimonio, mentre Juliette non sa resistere all'attrazione di Parigi. Il dissidio con Père Jules si trasforma però in simpatia quando viene a sapere che l'uomo ha girato tutto il mondo riportandone souvenir che tiene nella propria cabina. Quando l'Atalante si avvicina alla capitale, Juliette si fa portare a ballare dal marito in un locale. Qui però attrae l'attenzione di un giovane artista di strada, che viene malmenato da Jean.
Per sfuggire alle tentazioni, Jean allontana la barca da Parigi. Juliette però una sera lascia l'imbarcazione e prende il treno per la città. Quando lo scopre, per la rabbia il marito costringe Père Jules a mollare gli ormeggi. Juliette passeggia tra le vetrine, vestita elegante, ma quando ritorna al molo scopre di essere stata abbandonata. Il mattino dopo è costretta a fare la fila all'assistenza pubblica per ottenere qualcosa di cui nutrirsi.
Jean, inizialmente in collera, cade in depressione e trascura il lavoro. Viene convocato nell'ufficio dell'agenzia, rischia il licenziamento. Père Jules parte per ritrovare Juliette, gira per Parigi finché la ritrova in un negozio di dischi mentre ascolta una canzone tradizionale da marinai. La ragazza è contentissima di vederlo. Quando il mozzo avverte Jean che Père Jules è andato a cercare sua moglie, l'uomo si sbarba e si ripulisce nell'attesa. I due sposi si ricongiungono e riprendono felici la navigazione sull'Atalante.

## Produzione
Il film nasce dalla volontà del produttore Jaques-Louis Nounez di dare una nuova occasione a Vigo dopo il fiasco del precedente lavoro, Zero in condotta, stroncato dalla censura. Basata sul soggetto di un non meglio noto Jean Guinée, la sceneggiatura ha visto non pochi cambiamenti soprattutto nella caratterizzazione dei personaggi, soggetti marginali come il controverso marinaio Père Jules.
Per il film, Vigo poté lavorare per la prima volta con un cast di attori affermati, scritturati da Gaumont su approvazione dello stesso regista. Michel Simon era un attore conosciuto al pubblico sin da quando era apparso in Boudu salvato dalle acque di Jean Renoir. Simon dichiarò di aver accettato il ruolo nel film dell'allora misconosciuto e controverso Vigo perché simpatizzava con lui e voleva aiutarne la carriera travagliata. La tedesca Dita Parlo era una star minore appena tornata in Francia dopo un periodo di sei anni in Germania. Jean Dasté era apparso solo in Zero in condotta e Boudu salvato dalle acque prima del ruolo principale in L'Atalante, ma era avviato verso una lunga carriera nel cinema francese. Louis Lefèbvre aveva precedentemente lavorato in Zero in condotta. Vigo conosceva bene la spontaneità di Lefèbvre e le sue lacune come attore professionista senza un background accademico, e lavorò proprio su queste sue caratteristiche trasponendole nel personaggio da lui interpretato nel film.
Le scene, girate in un contesto fluviale nel mese di novembre del 1933 (con un conseguente peggioramento delle precarie condizioni di salute di Vigo, affetto da tubercolosi), vedono la presenza di un gruppo di collaboratori notevole: la fotografia, per esempio, è di Boris Kaufman.
Montato da Louis Chavance con l'approvazione di un Vigo già molto malato, il film subì anche parziale censura e i coproduttori dalla GFFA tagliarono il finale di 20 minuti, cambiando anche il titolo al film. Uscito col titolo di Le chaland qui passe (versione francese della canzone Parlami d'amore Mariù di Cesare Andrea Bixio, in voga all'epoca) il 14 settembre 1934, fu un vero fiasco. Poche settimane dopo Vigo morì, senza riuscire a presentare L'Atalante come lo aveva inteso.
Negli anni successivi ci furono molti tentativi di ricostruire il film, con l'uscita il 30 ottobre 1940 di una versione intitolata L'Atalante, probabilmente fedele all'originale, ma la pellicola andò perduta durante la guerra. Oggi se ne possono trovare varie versioni differenti per montaggio, incluse alcune versioni praticamente integrali.

## Eredità culturale
L'Atalante, come tutta l'opera di Vigo, cadde nell'oblio per tutto il resto degli anni trenta, nonostante L'Atalante fosse stato parzialmente restaurato nel 1940. Il lavoro di Vigo iniziò a essere riscoperto solo dopo la seconda guerra mondiale. L'Atalante e Zero in condotta furono entrambi  nuovamente distribuiti al cinema a New York nel luglio 1947 e ricevettero recensioni entusiastiche da critici cinematografici come James Agee, che definì Vigo "uno dei rarissimi registi veramente originali che abbiano mai lavorato nel cinema". In Gran Bretagna, Roger Manvell chiamò Vigo "forse il più originale e promettente dei grandi registi francesi". In Italia, Luigi Comencini ottenne una copia personale de L'Atalante e la proiettava spesso agli amici in privato, definendo il film "un capolavoro in grado di scuotere ogni nozione consolidata sul cinema che uno spettatore smaliziato possa avere". Il critico Georges Sadoul lodò "la qualità sorprendente della poesia scaturita da un mondo superficialmente ordinario e grigio".
Il film divenne uno dei preferiti dei registi della Nouvelle Vague, che inserirono nelle loro opere molte citazioni e allusioni al lavoro di Vigo. François Truffaut si innamorò del film quando lo vide per la prima volta all'età di quattordici anni nel 1946: «Quando entrai in sala al cinema, non sapevo nemmeno chi fosse Jean Vigo. Fui immediatamente sopraffatto da un entusiasmo selvaggio per il suo lavoro». Emir Kusturica confessò di essere un grande ammiratore di Vigo e lo definì un "poeta". Tale ammirazione è riscontrabile nelle scene sott'acqua del film Underground che citano esplicitamente quelle de L'Atalante. Altri film che contengono omaggi a L'Atalante sono Ultimo tango a Parigi di Bernardo Bertolucci, Gli amanti del Pont-Neuf di Leos Carax,  Éloge de l'amour di Jean-Luc Godard. e Anja - Real Love Girl di Paolo Martini e Pablo Benedetti.
Nel 1990 la pellicola venne restaurata in una versione da 89 minuti e distribuito in videocassetta grazie al ritrovamento di una copia completa del film negli archivi della Rai. Nel 2001 il film è uscito anche in versione DVD in edizione restaurata. Nell'agosto 2011, la Criterion ne ha distribuito una nuova versione in DVD e Blu-ray. Nel 2017 è stato restaurato in 4K da Gaumont in collaborazione con Cinémathèque française e The Film Foundation con il supporto di CNC presso i laboratori L'Immagine Ritrovata e L'Image Retrouvée a partire da nitrati originali di prima generazione.

## Citazioni e riferimenti
- La sequenza onirico/surreale dove Jean si tuffa nel fiume e "vede" Juliette vestita da sposa è senza dubbio la più familiare del film al pubblico italiano, grazie all'utilizzo trentennale nella sigla del programma notturno Fuori orario che accoppiava la scena alla canzone Because the Night interpretata da Patti Smith, poi rimossa nel 2017 per problemi di diritto d'autore.[12]
- Il musicista Steve Adey scrisse una canzone intitolata Dita Parlo inserita nel suo album del 2012 The Tower of Silence. Il brano fu composto in riferimento esplicito a L'Atalante.
- Nel film Anja - Real Love Girl (2020), Italo, l'amico del protagonista Andrej, racconta la trama de L'Atalante bevendo birra al bancone di un bar.[13]